# سیارک ۲۴۶۰۹
سیارک ۲۴۶۰۹ (به انگلیسی: 24609 Evgenij، نامگذاری:1978RA2) بیست و چهار هزار و ششصد و نهمین سیارک کشف شده‌است که در ۷ سپتامبر ۱۹۷۸ کشف شد.
قدر مطلق سیارک برابر ۱۱.۲ است.